# Hold My Hand (singel Akona)
Hold My Hand (pol. Trzymaj mnie za dłoń) – utwór Akona nagrany w duecie z Michaelem Jacksonem w 2007 roku. Pierwotnie utwór miał znaleźć się na albumie Akona Freedom (w tym czasie miał nosić nazwę Aqquitted). Został wydany jednak dopiero w 2010 roku na pierwszym pośmiertnym albumie króla popu pt. Michael, który ukazał się 13 grudnia 2010. Jest jednocześnie pierwszym singlem z tej płyty.

## Lista utworów
1. „Hold My Hand” (Album Version)
2. „Hold My Hand” (Vocals & Orchestra)
3. „Hold My Hand” (Alternate Mix)
4. „Hold My Hand” (Instrumental)

## Notowania
| Lista (2010)                      | Najwyższa pozycja |
| --------------------------------- | ----------------- |
| Belgian (Flanders) Ultratip Chart | 1                 |
| Belgian (Wallonia) Ultratip Chart | 25                |
| Canadian Hot 100                  | 51                |
| Dutch Singles Chart               | 28                |
| US Billboard Hot 100              | 39                |
| US Hot R&B/Hip-Hop Songs          | 45                |
| US Adult R&B                      | 16                |